# Doblete (fútbol)
Por antonomasia en el fútbol de clubes, «doblete» es la consecución del título de Liga nacional y del título de Copa nacional en la misma temporada. Con el paso del tiempo la acepción ha ido aceptando variaciones, como la consecución de dos títulos cualesquiera, sean nacionales o internacionales, y que terminó por extenderse a todo el ámbito deportivo. De igual modo terminó por acuñarse también a dicha consecución en el mismo año natural, pese a ser de menor calado al tratarse por norma general, de temporadas futbolísticas distintas.
En el fútbol de selecciones, lograr un «doblete» consiste en ganar de forma consecutiva el campeonato continental de la respectiva confederación y el Mundial. Antiguamente, y debido a que el Mundial no fue establecido hasta 1930, eran los Juegos Olímpicos los que designaban a la mejor selección a nivel mundial.
Además es usada la expresión "doblete" cuando un jugador convierte dos goles en un mismo partido.

## Doblete de selecciones
Para las selecciones nacionales, lograr el «doblete» consiste en ganar el campeonato continental de su confederación y la Copa Mundial de forma consecutiva. Cabe tener en consideración la importancia, en sus primeros años, de los Juegos Olímpicos, considerados hasta el nacimiento de la Copa del Mundo, como el torneo más importante a nivel futbolístico. Es por ello que dichos triunfos estuvieron también considerados dentro de los títulos absolutos de combinados nacionales hasta el año 1948, fecha en la que se establecieron las primeras restricciones de participación y en donde la competición dejó de ser para selecciones absolutas. 
Únicamente siete selecciones han encadenado dos o más títulos oficiales de forma consecutiva en la historia del fútbol:
- Uruguay: Campeonato Sudamericano 1923, Juegos Olímpicos de 1924 y Campeonato Sudamericano 1924.
- Italia: Copa Mundial de Fútbol de 1934, Juegos Olímpicos de 1936 y Copa Mundial de Fútbol de 1938.
- Alemania Occidental: Eurocopa 1972 y Copa Mundial de Fútbol de 1974.
- Francia: 
  - Eurocopa 1984 y Copa Artemio Franchi 1985.
  - Copa Mundial de Fútbol de 1998, Eurocopa 2000  y Copa FIFA Confederaciones 2001.
- Brasil: Copa América 2004 y Copa FIFA Confederaciones 2005.
- España: Eurocopa 2008, Copa Mundial de Fútbol de 2010 y Eurocopa 2012.
- Argentina: 
  - Copa América 1991, Copa Rey Fahd 1992, Copa Artemio Franchi 1993 y Copa América 1993.
  - Copa América 2021, Copa de Campeones Conmebol-UEFA 2022, Copa Mundial de Fútbol de 2022 y Copa América 2024.

Nota: España (2008-2012) y Argentina (2021-2024) son las únicas selecciones nacionales que han enlazado consecutivamente dos campeonatos continentales y un Mundial.

## Doblete nacional-continental de clubes en Europa
El término se utiliza para referirse a la consecución, en una misma temporada, del título del Campeonato Nacional de Liga y de la Copa de Europa, actual Liga de Campeones.
Lista de equipos que dominaron la competición europea más importante y el campeonato de su país en una misma temporada:
| Equipo                    | País         | Dobletes | Temporadas Doblete           | Temporadas Triplete |
| ------------------------- | ------------ | -------- | ---------------------------- | ------------------- |
| Fútbol Club Barcelona     | España       | 5        | 1992, 2006, 2009, 2011, 2015 | 2009, 2015          |
| Real Madrid C. F.         | España       | 5        | 1957, 1958, 2017, 2022, 2024 |                     |
| Bayern Múnich             | Alemania     | 4        | 1974, 2001, 2013, 2020       | 2013, 2020          |
| Ajax Ámsterdam            | Países Bajos | 3        | 1972, 1973, 1995             | 1972                |
| Manchester United F.C.    | Inglaterra   | 2        | 1999, 2008                   | 1999                |
| Inter de Milán            | Italia       | 2        | 1965, 2010                   | 2010                |
| Liverpool F.C.            | Inglaterra   | 2        | 1977, 1984                   |                     |
| Celtic Glasgow            | Escocia      | 1        | 1967                         | 1967                |
| PSV Eindhoven             | Países Bajos | 1        | 1988                         | 1988                |
| Manchester City F.C.      | Inglaterra   | 1        | 2023                         | 2023                |
| París Saint Germain       | Francia      | 1        | 2025                         | 2025                |
| Benfica                   | Portugal     | 1        | 1961                         |                     |
| Hamburgo S.V.             | Alemania     | 1        | 1983                         |                     |
| Steaua Bucarest           | Rumania      | 1        | 1986                         |                     |
| Estrella Roja de Belgrado | Serbia       | 1        | 1991                         |                     |
| A.C. Milan                | Italia       | 1        | 1994                         |                     |
| F. C. Oporto              | Portugal     | 1        | 2004                         |                     |

## Dobletes nacionales en Europa

### España
El término se utiliza para referirse a la consecución, en una misma temporada, del título de Liga y Copa. Cuatro clubes españoles han logrado el «doblete» a nivel nacional: F. C. Barcelona (9), Athletic Club (5), Real Madrid (4) y Atlético de Madrid (1). El club catalán y el club vasco, los que más veces lo han logrado, son también los únicos en lograrlo dos temporadas consecutivas en 1929-30 y 1930-31 en el caso de los bilbaínos, y en 2014-15 y 2015-16 en el caso de los barcelonistas.
Lista de clubes españoles que lograron el «doblete» o más de dos títulos en la misma temporada de índole mayor:
| Equipo             | Temporada | Liga | Copa | UEFA/Copa de Ferias | Copa de Europa | Recopa de Europa |
| ------------------ | --------- | ---- | ---- | ------------------- | -------------- | ---------------- |
| Athletic Club      | 1929-30   | O    | O    |                     |                |                  |
| Athletic Club (2)  | 1930-31   | O    | O    |                     |                |                  |
| Athletic Club (3)  | 1942-43   | O    | O    |                     |                |                  |
| F.C. Barcelona     | 1951-52   | O    | O    |                     |                |                  |
| F.C. Barcelona (2) | 1952-53   | O    | O    |                     |                |                  |
| Athletic Club (4)  | 1955-56   | O    | O    |                     |                |                  |
| Real Madrid        | 1956-57   | O    |      |                     | O              |                  |
| Real Madrid        | 1957-58   | O    |      |                     | O              |                  |
| F.C. Barcelona (3) | 1958-59   | O    | O    |                     |                |                  |
| FC Barcelona       | 1959-60   | O    |      | O                   |                |                  |
| Real Madrid        | 1961-62   | O    | O    |                     |                |                  |
| Real Zaragoza      | 1963-64   |      | O    | O                   |                |                  |
| Real Madrid (2)    | 1974-75   | O    | O    |                     |                |                  |
| Real Madrid (3)    | 1979-80   | O    | O    |                     |                |                  |
| Athletic Club (5)  | 1983-84   | O    | O    |                     |                |                  |
| Real Madrid        | 1985-86   | O    |      | O                   |                |                  |
| Real Madrid (4)    | 1988-89   | O    | O    |                     |                |                  |
| F. C. Barcelona    | 1991-92   | O    |      |                     | O              |                  |
| Atlético de Madrid | 1995-96   | O    | O    |                     |                |                  |
| F. C. Barcelona    | 1996-97   |      | O    |                     |                | O                |
| F.C. Barcelona (4) | 1997-98   | O    | O    |                     |                |                  |
| Valencia CF        | 2003-04   | O    |      | O                   |                |                  |
| F. C. Barcelona    | 2005-06   | O    |      |                     | O              |                  |
| Sevilla FC         | 2006-07   |      | O    | O                   |                |                  |
| F.C. Barcelona (5) | 2008-09   | O    | O    |                     | O              |                  |
| F. C. Barcelona    | 2010-11   | O    |      |                     | O              |                  |
| Real Madrid        | 2013-14   |      | O    |                     | O              |                  |
| F.C. Barcelona (6) | 2014-15   | O    | O    |                     | O              |                  |
| F.C. Barcelona (7) | 2015-16   | O    | O    |                     |                |                  |
| Real Madrid        | 2016-17   | O    |      |                     | O              |                  |
| F.C. Barcelona (8) | 2017-18   | O    | O    |                     |                |                  |
| Real Madrid        | 2021-22   | O    |      |                     | O              |                  |
| Real Madrid        | 2023-24   | O    |      |                     | O              |                  |
| F.C. Barcelona (9) | 2024-25   | O    | O    |                     |                |                  |

### Inglaterra
El término se utiliza para referirse a la consecución, en una misma temporada, del título de Liga y Copa.
Lista de clubes ingleses que lograron el «doblete» o más de dos títulos en la misma temporada de índole mayor:
| Equipo                      | Temporada | Liga | Copa | Copa de Europa | UEFA/Liga Europa | Recopa de Europa |
| --------------------------- | --------- | ---- | ---- | -------------- | ---------------- | ---------------- |
| Preston North End F. C.     | 1888-89   | O    | O    |                |                  |                  |
| Aston Villa F. C.           | 1896-97   | O    | O    |                |                  |                  |
| Tottenham Hotspur F. C.     | 1960-61   | O    | O    |                |                  |                  |
| Arsenal F. C.               | 1970-71   | O    | O    |                |                  |                  |
| Liverpool F. C.             | 1972-73   | O    |      |                | O                |                  |
| Liverpool F. C.             | 1975-76   | O    |      |                | O                |                  |
| Liverpool F. C.             | 1976-77   | O    |      | O              |                  |                  |
| Liverpool F. C.             | 1983-84   | O    |      | O              |                  |                  |
| Everton F. C.               | 1984-85   | O    |      |                |                  | O                |
| Liverpool F. C.             | 1985-86   | O    | O    |                |                  |                  |
| Manchester United F. C.     | 1993-94   | O    | O    |                |                  |                  |
| Manchester United F. C. (2) | 1995-96   | O    | O    |                |                  |                  |
| Arsenal F. C. (2)           | 1997-98   | O    | O    |                |                  |                  |
| Manchester United F. C. (3) | 1998-99   | O    | O    | O              |                  |                  |
| Liverpool F. C.             | 2000-01   |      | O    |                | O                |                  |
| Arsenal F. C. (3)           | 2001-02   | O    | O    |                |                  |                  |
| Manchester United F. C.     | 2007-08   | O    |      | O              |                  |                  |
| Chelsea F. C.               | 2009-10   | O    | O    |                |                  |                  |
| Chelsea F. C.               | 2011-12   |      | O    | O              |                  |                  |
| Manchester City F. C.       | 2018-19   | O    | O    |                |                  |                  |
| Manchester City F. C. (2)   | 2022-23   | O    | O    | O              |                  |                  |

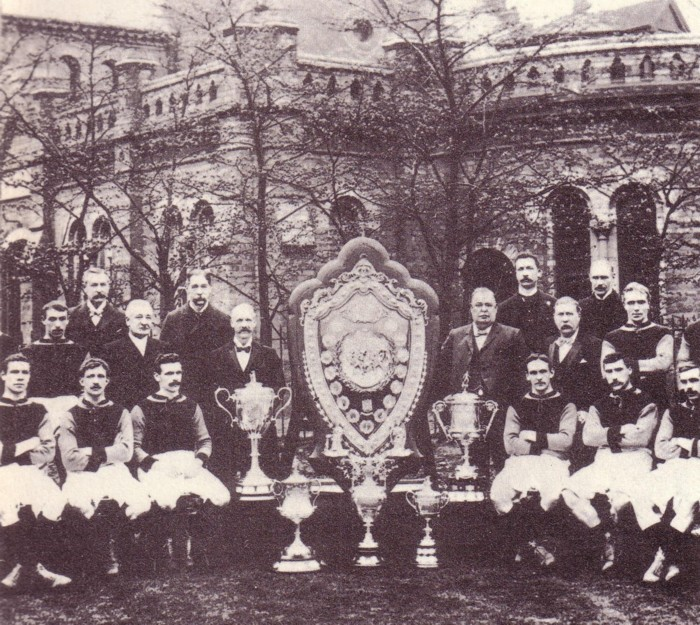
El equipo del Aston Villa de 1897 que hizo el Doblete.

Aunque es más raro, y con menos caché, el doblete del campeonato de Liga y la League Cup es también de prestigio. Esta hazaña primero fue alcanzada en 1978 por el Nottingham Forest. Liverpool alcanzó este doblete en tres ocasiones sucesivas (1982, 1983 y 1984). Otro equipo que lo logró fue el Manchester City en 2014 cuando ganó la Premier League y la League Cup, el Chelsea F.C. de José Mourinho logró este galardón en la temporada  2014-15. El Manchester City volvió a conseguirlo en 2019, esta vez con Pep Guardiola en el banquillo.
El "Doblete Copero" significa ganar ambas copas en el mismo año calendario, en este caso la FA Cup y la Football League Cup. Aunque es en menor grado, esta hazaña ha ocurrido solo cinco veces. El primer club en lograrlo fue el Arsenal, en la temporada 1992-93, posteriormente le siguió el Liverpool en 2001, que logró obtener la League Cup al vencer en tanda de penaltis 5-4 al Birmingham City, semanas después en la final de la FA Cup logra vencer al Arsenal por marcador de 2-1 disputando la gran final en el Estadio del Milenio en Cardiff. Esa misma temporada Liverpool logra ser campeón de la Copa UEFA. 6 años después en 2007 Chelsea logra el "Doblete Copero", gana la League Cup 2-1 al Arsenal y la FA Cup por marcador de 1-0 al Manchester United. En 2019 lo consiguió el Manchester City al ganar la Copa de la Liga de Inglaterra 2018-19 en la tanda de penaltis al Chelsea y la FA Cup 2018-19 derrotando en la final al Watford por 6-0. En 2022 lo consiguió el Liverpool F. C. al derrotar al Chelsea F. C. en ambas finales.
El Doble Doble significa defender el Doblete (volver a conquistar el Doblete) en la temporada siguiente. Aún no lo ha conseguido ningún equipo, pero ha estado a punto de producirse en muchas ocasiones, cabe destacar al Arsenal en 2003 que fue subcampeón de la Premier League y ganó la League Cup. Y el Manchester United que en 1995 fue segundo en la última jornada de liga tras el Blackburn Rovers y perdió la final de la League Cup ante el Everton FC. 
Manchester United decidió disputar el Mundial de Clubes de la temporada 1999-2000 y defender la League Cup, pero no pudo lograr el Doble Doble (u otro Triplete) —a pesar de ganar la Premier League en 2000—.

### Italia
El término se utiliza para referirse a la consecución, en una misma temporada, de Scudetto y Coppa. Cinco clubes italianos han logrado el «doblete» a nivel nacional: Juventus Football Club (6), Football Club Internazionale (2), y Torino Football Club, Società Sportiva Calcio Napoli y Società Sportiva Lazio en una ocasión. El club juventino ha sido el único de todos ellos en lograrlo en dos temporadas consecutivas, e incluso incrementar el récord hasta las cuatro temporadas.
Lista de clubes italianos que lograron el «doblete» o más de dos títulos en la misma temporada de índole mayor:
| Equipo                   | Temporada | Liga | Copa | Copa de Europa | UEFA/Liga Europa | Recopa de Europa |
| ------------------------ | --------- | ---- | ---- | -------------- | ---------------- | ---------------- |
| Torino F. C.             | 1942-43   | O    | O    |                |                  |                  |
| Juventus F. C.           | 1959-60   | O    | O    |                |                  |                  |
| A. C. Fiorentina         | 1960-61   |      | O    |                |                  | O                |
| F. C. Internazionale     | 1964-65   | O    |      | O              |                  |                  |
| A. C. Milan              | 1967-68   | O    |      |                |                  | O                |
| A. C. Milan              | 1972-73   |      | O    |                |                  | O                |
| Juventus F. C.           | 1976-77   | O    |      |                | O                |                  |
| Juventus F. C.           | 1983-84   | O    |      |                |                  | O                |
| S. S. C. Napoli          | 1986-87   | O    | O    |                |                  |                  |
| Juventus F. C.           | 1989-90   |      | O    |                | O                |                  |
| A. C. Milan              | 1993-94   | O    |      | O              |                  |                  |
| Juventus F. C. (2)       | 1994-95   | O    | O    |                |                  |                  |
| Parma Calcio             | 1998-99   |      | O    |                | O                |                  |
| S. S. Lazio              | 1999-2000 | O    | O    |                |                  |                  |
| A. C. Milan              | 2002-03   |      | O    | O              |                  |                  |
| F. C. Internazionale     | 2005-06   | O    | O    |                |                  |                  |
| F. C. Internazionale (2) | 2009-10   | O    | O    | O              |                  |                  |
| Juventus F. C. (3)       | 2014-15   | O    | O    |                |                  |                  |
| Juventus F. C. (4)       | 2015-16   | O    | O    |                |                  |                  |
| Juventus F. C. (5)       | 2016-17   | O    | O    |                |                  |                  |
| Juventus F. C. (6)       | 2017-18   | O    | O    |                |                  |                  |

## Doblete nacional-continental de clubes en América
El término se utiliza para referirse a la consecución, en una misma temporada, del título del Campeonato Nacional de Liga y de la Copa de Campeones de América, actual Copa Libertadores de América. Pudiera completarse como triplete al agregarse el Campeonato Nacional de Copa.
Lista de equipos que dominaron la competición sudamericana más importante y el campeonato de su país en una misma temporada:
| Equipo             | País      | Dobletes | Temporadas Doblete | Temporadas Triplete |
| ------------------ | --------- | -------- | ------------------ | ------------------- |
| Peñarol            | Uruguay   | 3        | 1960, 1966, 1982   |                     |
| Santos             | Brasil    | 2        | 1962, 1963         |                     |
| Nacional           | Uruguay   | 2        | 1971, 1980         |                     |
| River Plate ¹      | Argentina | 2        | 1986, 1996         |                     |
| Boca Juniors ¹     | Argentina | 2        | 2000, 2003         |                     |
| Olimpia            | Paraguay  | 1        | 1979               |                     |
| Argentinos Juniors | Argentina | 1        | 1985               |                     |
| Colo-Colo          | Chile     | 1        | 1991               |                     |
| Flamengo           | Brasil    | 1        | 2019               |                     |
| Liga de Quito      | Ecuador   | 1        | 2023               |                     |

A fecha de 2020 ningún club ha logrado un triplete nacional-continental, si bien sí hubo consecución de tres títulos al agregarse otro título menor nacional o de índole internacional. Lo lograron en 1986 River Plate al ganar también la Copa Intercontinental, gesta que logró también Boca Juniors en 2000 y 2003, al vencer en ambas la citada Copa Intercontinental. Otros clubes que lograron un doblete internacional de Copa Libertadores y Copa Intercontinental fueron: Racing Club (1967) —el primero en conquistar un doblete de cualquier tipo en el país—, Estudiantes de La Plata (1968), Independiente (1973 y 1984), Boca Juniors (1977) y Vélez Sarsfield (1994). A estos se añaden Independiente (1973) al ser parte de un triplete internacional al vencer Libertadores-Intercontinental-Interamericana y ser de esta manera el único club americano en lograr la hazaña de tres títulos internacionales en un mismo año.
De igual modo, contabilizando trofeos menores internacionales diferentes a Libertadores, como Copa Interamericana, Copa Sudamericana, Copa Mercosur, Recopa, Supercopa Sudamericana y Copa Máster de Supercopa, lograron un doblete los siguientes equipos: Estudiantes de La Plata (1969) e Independiente (1974), ambos con Libertadores-Interamericana; e Independiente nuevamente (1995), esta vez con Recopa-Supercopa, al que se une Vélez Sarsfield (1996) al lograr el triplete nacional-internacional Liga-Supercopa-Interamericana.
Otras hazañas lograron San Lorenzo de Almagro al vencer Liga-Mercosur (2001), y River Plate al vencer un atípico triplete, si bien no fue considerado como tal sino una consecución de tres títulos consecutivos, al vencer Liga-Liga-Supercopa (1997, si bien los dos títulos de liga fueron de campeonatos consiguientes pero distintos, pero que sí conformaron un legítimo doblete de Liga-Supercopa). No fue menos reseñable la terna de Boca Juniors de Liga-Sudamericana-Recopa (2005), o los dos dobletes Liga-Recopa (2006, 2008). Finalizan las reseñas Independiente con un doblete Liga-Supercopa (1994), y Boca Juniors con un doblete Liga-Copa Master (1992).
En ámbito nacional contabilizando trofeos menores diferentes a Liga y Copa, como la Supercopa, Arsenal (2012) y Vélez Sarsfield (2013) fueron quienes lograron el doblete Liga-Supercopa, mientras que Huracán (2014) logró el doblete Copa-Supercopa.

## Dobletes nacionales en América

### Argentina
El término se utiliza para referirse a la consecución, en una misma temporada, del título de Liga y Copa, comúnmente denominado como «doblete clásico». Únicamente un club argentino ha logrado el «doblete» a nivel nacional: Boca Juniors (3), cuando se alzó con el Campeonato Nacional de 1969 y con la Copa Argentina 1969, con el Campeonato de Primera División 2015 y la Copa Argentina 2015 y con el Campeonato de Primera División 2019/20 y la Copa Argentina 2020, pese a que esta competencia se definió en 2021 a raíz de su provisoria suspensión por la pandemia de covid-19. Cabe destacar, sin embargo, el doblete nacional reconocido a River Plate cuando logró el Torneo Clausura 2014 y la Copa Campeonato 2014 (contabilizado como un título oficial de Copa pese a tratarse de una resolución entre los campeones de la temporada liguera oficial de los torneos Inicial y Final). 
Lista de clubes argentinos que lograron el «doblete» o más de dos títulos en la misma temporada de índole mayor:
| Equipo             | Año  | Liga | Copa | Libertadores | Sudamericana |
| ------------------ | ---- | ---- | ---- | ------------ | ------------ |
| Boca Juniors       | 1969 | O    | O    |              |              |
| Argentinos Juniors | 1985 | O    |      | O            |              |
| River Plate        | 1986 | O    |      | O            |              |
| River Plate        | 1996 | O    |      | O            |              |
| Boca Juniors       | 2000 | O    |      | O            |              |
| Boca Juniors       | 2003 | O    |      | O            |              |
| Boca Juniors       | 2005 | O    |      |              | O            |
| River Plate        | 2014 | O    | O    |              | O            |
| Boca Juniors       | 2015 | O    | O    |              |              |
| Boca Juniors       | 2020 | O    | O    |              |              |

Contabilizando títulos de índole menor, Boca Juniors suma 8 dobletes, Independiente 5, River Plate 4, Vélez Sarsfield 3, Estudiantes de La Plata 2 y Racing Club, Argentinos Juniors, San Lorenzo, Arsenal y Huracán cierran el listado con uno cada uno.

### Brasil
| Equipo           | Año  | Liga | Copa | Libertadores | Sudamericana | Recopa Sudamericana |
| ---------------- | ---- | ---- | ---- | ------------ | ------------ | ------------------- |
| Flamengo         | 2019 | O    |      | O            |              |                     |
| Flamengo         | 2020 | O    |      |              |              | O                   |
| Palmeiras        | 2020 |      | O    | O            |              |                     |
| Atlético Mineiro | 2021 | O    | O    |              |              |                     |
| Flamengo         | 2022 |      | O    | O            |              |                     |

### Colombia
En Colombia solo 4 equipos han logrado obtener este distintivo, el primero en hacerlo fue Millonarios FC en el año 1953. A su vez Independiente Santa Fe, su Clásico rival, logró realizar esta hazaña en 2015 y 2016 siendo el primer club colombiano en hacerlo con un título internacional.  Le seguiría Atlético Nacional con la obtención de la Copa Libertadores en 2016 siendo el club con más dobletes en su país (4 en total) y el único en realizar un triplete, en 2019 Junior de Barranquilla logró un doblete al ganar la super liga y poco después la liga.
Lista de clubes colombianos que lograron el «doblete» o más de dos títulos en la misma temporada de índole mayor:
| Equipo                 | Año  | Liga | 'Copa' | Superliga | Libertadores | Sudamericana | Recopa | Suruga Bank |
| ---------------------- | ---- | ---- | ------ | --------- | ------------ | ------------ | ------ | ----------- |
| Millonarios            | 1953 | O    | O      |           |              |              |        |             |
| Atlético Nacional      | 2012 |      | O      | O         |              |              |        |             |
| Atlético Nacional      | 2013 | O    | O      |           |              |              |        |             |
| Santa Fe               | 2015 |      |        | O         |              | O            |        |             |
| Santa Fe               | 2016 | O    |        |           |              |              |        | O           |
| Atlético Nacional¹     | 2016 |      | O      | O         | O            |              |        |             |
| Atlético Nacional      | 2017 | O    |        |           |              |              | O      |             |
| Junior de Barranquilla | 2019 | O    |        | O         |              |              |        |             |

¹ Como parte del triplete
Nota: En 2007 y 2013 Atlético Nacional salió campeón de la liga Apertura y Clausura, pero esto no es considerado como "doblete" sino como "Bicampeonato".
Dobletes por equipo
| Equipo                 | Dobletes |
| ---------------------- | -------- |
| Atlético Nacional      | 4        |
| Santa Fe               | 2        |
| Junior de Barranquilla | 1        |
| Millonarios FC         | 1        |

### Chile
Aunque solo 4 equipos han hecho un doblete de títulos, únicamente Colo-Colo (4 veces) y la Universidad de Chile (1 vez) han conseguido el doblete clásico (Liga y Copa).
En 1983, Universidad Católica fue el primer equipo en lograr un doblete con dos torneos de copa en una temporada: Polla Gol 1983 y Copa de la República.
Colo-Colo y Universidad de Chile fueron los primeros equipos chilenos en conseguir un doblete internacional (1992) y un triplete (2011) respectivamente. 
En 2016, Universidad Católica ganó el Clausura 2016, Apertura 2016 y la Supercopa de Chile 2016, consiguiendo un triplete inédito con 2 títulos locales y una supercopa.
Lista de equipos que hicieron Doblete en Chile:
| Equipo                | Año  | Liga | Copa Chile | Supercopa de Chile | Libertadores | Sudamericana | Recopa | Interamericana |
| --------------------- | ---- | ---- | ---------- | ------------------ | ------------ | ------------ | ------ | -------------- |
| Colo-Colo             | 1981 | O    | O          |                    |              |              |        |                |
| Universidad Católica  | 1983 |      | O          |                    |              |              |        |                |
| Colo-Colo             | 1989 | O    | O          |                    |              |              |        |                |
| Colo-Colo             | 1990 | O    | O          |                    |              |              |        |                |
| Colo-Colo             | 1991 | O    |            |                    | O            |              |        |                |
| Colo-Colo             | 1992 |      |            |                    |              |              | O      | O              |
| Colo-Colo             | 1996 | O    | O          |                    |              |              |        |                |
| Universidad de Chile  | 2000 | O    | O          |                    |              |              |        |                |
| Universidad de Chile¹ | 2011 | O    |            |                    |              | O            |        |                |
| Unión Española        | 2013 | O    |            | O                  |              |              |        |                |
| Universidad de Chile  | 2015 |      | O          | O                  |              |              |        |                |
| Universidad Católica¹ | 2016 | O    |            | O                  |              |              |        |                |
| Colo Colo             | 2017 | O    |            | O                  |              |              |        |                |
| Universidad Católica  | 2019 | O    |            | O                  |              |              |        |                |
| Universidad Católica  | 2020 | O    |            | O                  |              |              |        |                |
| Universidad Católica  | 2021 | O    |            | O                  |              |              |        |                |

¹ Como parte del triplete
Dobletes por equipo
| Equipo               | Dobletes |
| -------------------- | -------- |
| Colo-Colo            | 7        |
| Universidad Católica | 5        |
| Universidad de Chile | 3        |
| Unión Española       | 1        |

### Ecuador
En Ecuador, el único equipo que ha logrado esta proeza es el conjunto de la LDU Quito, por haber ganado los títulos de la Copa Sudamericana en el 2009, sumado al de la Recopa Sudamericana 2009 y en el 2023, logrando la Liga Pro 2023 y la Copa Sudamericana 2023.
| Equipo                  | Año  | Liga | Copa | Libertadores | Sudamericana | Recopa Sudamericana |
| ----------------------- | ---- | ---- | ---- | ------------ | ------------ | ------------------- |
| LDU Quito               | 2009 |      |      |              | O            | O                   |
| LDU Quito               | 2023 | O    |      |              | O            |                     |
| Independiente del Valle | 2022 |      | O    |              | O            |                     |

### México
El primer equipo mexicano en conquistar un doblete en la historia de los torneos cortos fue el Guadalajara, quienes lograron el "Doblete Doméstico" al ganar la Copa Corona MX al derrotar por la vía de los penales al Monarcas Morelia  y la Liga Bancomer MX al doblegar por marcador global de 4-3 a los Tigres de la UANL ambas en el Torneo Clausura 2017 (México). Sin embargo, esta ocasión no fue la primera en la que el club se alzó con ambos cetros, ya que el Guadalajara ya había ganado los dos títulos (Copa Corona MX y Liga Bancomer MX) en la temporada 1969-1970, cuando de la mano del entrenador Javier De la Torre, el club se consagra campeón de Copa y de Liga ganando automáticamente el título de Campeón de Campeones. 
Cabe destacar que clubes como el Necaxa, el Cruz Azul, el León, Puebla y el Toluca también han ganado el "Doblete Doméstico" al ganar Liga y Copa en una misma temporada.

### Perú
Solo 5 equipos han logrado el doblete. Ellos son los siguientes: Alianza Lima, 9 veces (Incluido parte de 1 triplete); Sporting Cristal, 2 veces; Universitario, 1 vez; y Cienciano, 1 vez de forma internacional.
Lista de equipos que hicieron Doblete en Perú:
| Equipo           | Año     | Torneo Primeros Equipos | Liga | Torneo de Apertura/Intermedio | Supercopa | Copa Sudamericana | Recopa Sudamericana |
| ---------------- | ------- | ----------------------- | ---- | ----------------------------- | --------- | ----------------- | ------------------- |
| Alianza Lima     | 1919    |                         | O    |                               | O         |                   |                     |
| Alianza Lima     | 1931    | O                       | O    |                               |           |                   |                     |
| Alianza Lima     | 1932    | O                       | O    |                               |           |                   |                     |
| Alianza Lima     | 1933    | O                       | O    |                               |           |                   |                     |
| Universitario    | 1945    |                         | O    | O                             |           |                   |                     |
| Alianza Lima     | 1955    |                         | O    | O                             |           |                   |                     |
| Alianza Lima     | 1963    |                         | O    | O                             |           |                   |                     |
| Alianza Lima     | 1965    |                         | O    | O                             |           |                   |                     |
| Sporting Cristal | 1972    |                         | O    | O                             |           |                   |                     |
| Alianza Lima¹    | 1975    |                         | O    | O                             |           |                   |                     |
| Alianza Lima     | 1977    |                         | O    | O                             |           |                   |                     |
| Sporting Cristal | 1994    |                         | O    | O                             |           |                   |                     |
| Cienciano        | 2003/04 |                         |      |                               |           | O                 | O                   |
| José Gálvez      | 2011    |                         | O²   | O                             |           |                   |                     |

¹ Como parte del triplete
² En Segunda División
Dobletes por equipo
| Equipo           | Dobletes |
| ---------------- | -------- |
| Alianza Lima     | 9        |
| Sporting Cristal | 2        |
| Universitario    | 1        |
| José Gálvez      | 1        |
| Cienciano        | 1        |